# Menesida yoshikawai
Menesida yoshikawai is een keversoort uit de familie van de boktorren (Cerambycidae). De wetenschappelijke naam van de soort werd voor het eerst geldig gepubliceerd in 1968 door Breuning & Chûjô.